# Номинализъм
Номинализъм е средновековно схоластично учение, което смята, че съществуват в действителност отделни предмети, а понятията са само названия на тях. С признаване първичността на предметите, според Карл Маркс номинализмът бил „пръв израз на материализма през средните векове“.

## Представители
- Авероес
- Боеций от Дания
- Джон Дънс Скот
- Йоан Росцелин
- Сигер от Брабант
- Уилард Куайн
- Уилям Окам